# Lilla Ollholm
Lilla Ollholm är en ö i Finland. Den ligger i Skärgårdshavet och i kommunen Pargas i den ekonomiska regionen  Åboland i landskapet Egentliga Finland, i den sydvästra delen av landet. Ön ligger omkring 43 kilometer väster om Åbo och omkring 190 kilometer väster om Helsingfors. Lilla 
Öns area är 2,7 hektar och dess största längd är 320 meter i sydöst-nordvästlig riktning. Runt Lilla Ollholm är det mycket glesbefolkat, med 7 invånare per kvadratkilometer. Närmaste större samhälle är Korpo, 18,2 km söder om Lilla Ollholm.